# Île de Peilz
Pour les articles homonymes, voir Peilz.
L'île de Peilz est un îlot de Suisse situé à l'extrémité orientale du Léman, face à Villeneuve, dans le canton de Vaud. Cette île, dont l'origine est mystérieuse, est réputée constituer la seule île naturelle du Léman, ainsi que la plus petite et la plus éloignée du rivage.

## Étymologie
L'île tire son nom de La Tour-de-Peilz, commune située un peu à l'ouest de Montreux, mais qui possédait autrefois des terrains près de l'embouchure du Rhône, dans le sillage duquel se trouve l'île. Plusieurs théories existent concernant l'origine du nom de l'île dont notamment :
1. Selon Charles Kraege et Gilbert Künzi, le nom de « Peilz » provient du latin pilosus (« poilu »), ce qui évoque l'existence passée d'une forêt autour de La Tour-de-Peilz[2].
2. Dans son livre Noms de lieux des pays franco-provençaux[3], Georges Richard Wipf écrit que « le gallois blaidd (loup) étant à l'origine des termes bela, belau, bele et bel, ce qui postule ble → bel, on peut penser que * bleiz a aussi pu évoluer […] en * beilz, d'où * peilz[3]. » L'auteur prend toutefois soin de préciser qu'« il ne s'agit que d'une hypothèse, mais elle expliquerait le nom de Peilz[3]. »

## Géographie
L'île de Peilz est située à environ 500 mètres face à l'embouchure de la rivière Eau Froide, et les deux constituent la frontière entre les communes de Noville et de Villeneuve. L'embouchure du Rhône se trouve à environ 1 kilomètre à l'ouest de celle de l'Eau Froide.
L'île a une superficie variable selon les sources, de 20 m2, 40 m2, ou 77 m2.
Elle est réputée être la seule île naturelle du Léman, ainsi que la plus petite et la plus éloignée du rivage.
La végétation actuelle consiste en un seul arbre, un platane monumental, et quelques arbustes.

## Histoire

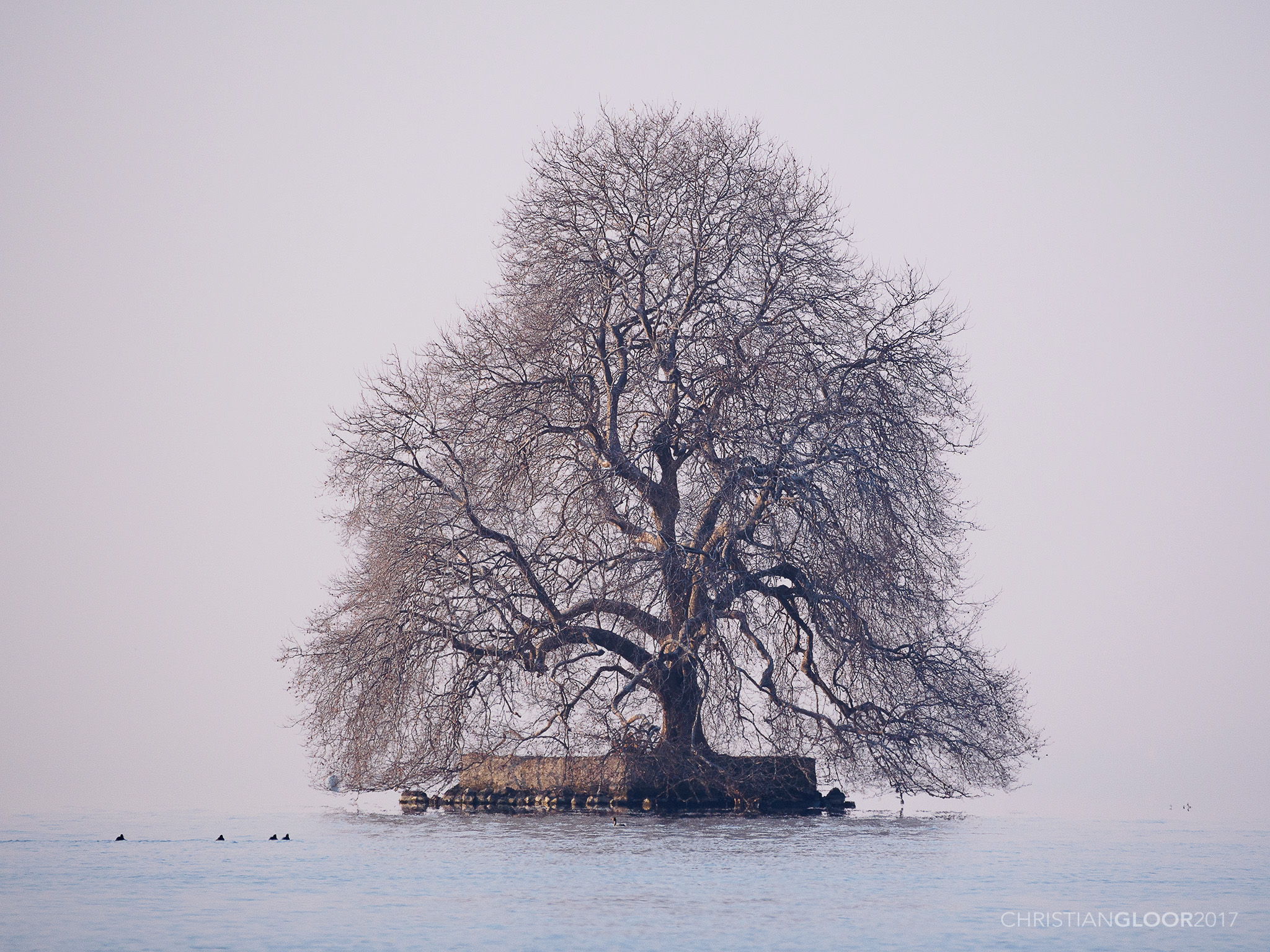
L'île de Peilz en hiver (2017).

Quoique relativement ancienne, l'origine de l'île reste mystérieuse.
Selon la tradition locale, l'île aurait été jadis un simple rocher émergeant à peine des eaux du lac, qui aurait été surélevée en 1797 par des habitants de Villeneuve qui y auraient apporté de la terre et l'auraient entourée d'un mur de soutènement. Aucune archive ne confirme le récit de cette entreprise coûteuse dont on ne comprend pas bien quelles auraient été les motivations, mais un premier soutènement a bien été construit sans doute à la fin du XVIIIe siècle, puis réparé en 1820 et en 1851, date où l'île, dont l'état s'était beaucoup dégradé, est restaurée de manière importante grâce à une souscription publique lancée en 1846. Une maisonnette en bois dont il ne reste pas de trace y aurait aussi été construite. D'autres récits clairement légendaires ont circulé quant à l'histoire de cet îlot (voir plus bas).
L'actuel arbre de l'île de Peilz a sans doute été planté en 1851, car à cette date les trois peupliers sont remplacés par des platanes et marronniers. En 1944, un des arbres est sec. En 1970, il reste un platane monumental et un marronnier malade. Depuis, le marronnier a disparu et le platane séculaire surplombe seulement quelques buissons.
Alertées par des riverains du danger pour l'île du développement des racines du platane, les autorités de Villeneuve ont mandaté des travaux en 2010, qui ont renforcé le mur de soutènement comme pour l'île Rousseau à l'autre extrémité du lac. En raison du risque d'ensablement, l'accès est déconseillé en  voilier ou en pédalo.

## Dans la culture populaire

### Lord Byron

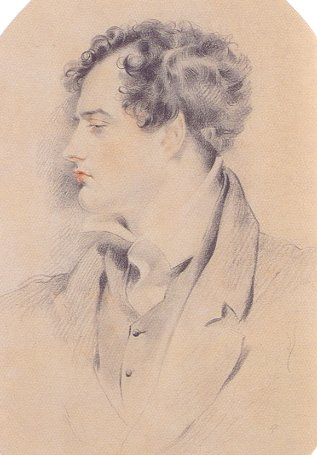
Lord Byron en 1816.

L'île a été décrite en 1816 (l'année sans été) par Lord Byron dans Le Prisonnier de Chillon,, poème narratif dont l'action se déroule au XVIe siècle dans le château de Chillon voisin : « Vis-à-vis de moi, il y avait une petite île qui semblait me sourire ; la seule que je pusse voir ; une petite île verte ; à peine me paraissait-elle plus grande que ma prison ; mais il y croissait trois grands arbres ; la brise des montagnes y soufflait ; les ondes se brisaient doucement sur son rivage, et elle était émaillée d'une multitude de fleurs de couleurs brillantes et d'un parfum ravissant. ».

### Légendes
Une histoire circule à propos de l'île : vers le milieu du XIXe siècle, deux jeunes fiancés anglais auraient séjourné à l'hôtel Byron, près du château de Chillon. Au cours d'une baignade, le jeune homme se serait noyé et, à l'endroit où le corps fut retrouvé, la fiancée aurait fait édifier en souvenir l'« île de Paix », dont le nom se serait déformé en « île de Peilz », également appelée « île des deux amants ».
Selon une autre légende, l'île aurait été offerte quelques années plus tard par le Conseil fédéral à la reine Victoria qui séjournait dans la région. Selon les versions de cette histoire, soit la reine ayant découvert que la Suisse lui demandait des impôts pour cette possession, si bien qu'elle aurait rendu l'île ; soit elle aurait transmis ce patrimoine à ses descendants jusqu'à nos jours. Ces transactions, dont il n'y a aucune trace dans les registres, sont impossibles car le Conseil fédéral n'a jamais été le propriétaire de l'île. Il a d'ailleurs circulé dans la région d'innombrables versions et variantes de cette légende dont le seul point commun est d'impliquer la reine Victoria.

### Andersen
Cette légende a été reprise mais modifiée dans le conte d'Andersen La Vierge des glaces, publié en 1861. Andersen indique que « (cet îlot) n'était, il y a cent ans, qu'un rocher. Une belle dame y fit porter de la terre et planter trois acacias qui aujourd'hui couvrent tout l'îlot de leur feuillage. » Il reprend aussi le thème du fiancé noyé. Mais ici, les fiancés sont suisses : Babette, fille du meunier de Bex, et Rudy, un chasseur du Valais. La veille de leur mariage, qui doit avoir lieu à Montreux, ils se rendent en barque sur l'île ; au moment de repartir, ils constatent que la barque s'éloigne dans le courant ; Rudy plonge pour la rattraper et reçoit le baiser mortel de la Vierge des glaces, à qui il avait échappé par miracle une vingtaine d'années auparavant.
Selon l'archiviste communale de Villeneuve, ces deux légendes ne sont attestées par aucune preuve historique.